# Netzwerktheorie (Soziologie)
In der Soziologie gibt es verschiedene Wege, sich theoretisch mit Netzwerken zu beschäftigen. Zu unterscheiden ist dabei zunächst zwischen Netzwerktheorien, die sich auf theoretischer Ebene damit auseinandersetzen, wie Netzwerke gesellschaftlich funktionieren. Für derartige Theorien sind Netzwerke eher bestimmte Konstellationen im gesellschaftlichen Raum, die näher untersucht und dabei auch theoretisch gefasst werden müssen. Ein zweiter Typus von Netzwerktheorien sehen Netzwerke als zentrale Metapher und Konstellation an, um gesellschaftliches Geschehen zu beschreiben und zu verstehen.

## Abgrenzung
Weiterhin ist die Netzwerktheorie abzugrenzen von der Netzwerkanalyse. Die Netzwerkanalyse oder SNA ist eher einzuordnen als ein Methodenpool, der unterschiedliche analytische Verfahren enthält, um Netzwerke zu erfassen und zu analysieren. Dazu gehört z. B. die Untersuchung der Größe, der Dichte oder der Reziprozität von Netzwerken. Zu den Verfahren der SNA gehören z. B. statistische Auswertungen, die Suche nach struktureller Äquivalenz oder der Blockmodellanalyse. Die Netzwerkanalyse oder SNA hat nicht den Anspruch, als erklärende theoretische Basis zu fungieren im Sinne einer Gesellschaftstheorie.

## Übersicht über Netzwerktheorien in der Soziologie

### Netzwerke aus handlungstheoretischer Sicht
Die Handlungstheorie (Talcott Parsons) erklärt menschliches Handeln aus dem Ansatz des „rational choice“. Der Mensch handelt dabei als Vernunftwesen. Aus einer solchen Perspektive sind Netzwerke lediglich Strukturen, die das individuelle Handeln beeinflussen, ob positiv als Unterstützung oder negativ als Behinderung.

### Netzwerke als Sozialkapital
Vielfach werden Netzwerke auch als Bausteine im Rahmen des Sozialkapitals (Pierre Bourdieu) eingeordnet. In dieser Perspektive stehen Netzwerke als eine Ressource, über die das Individuum mehr oder minder verfügt, und die es aber auch selbst anhäufen und sammeln kann. Untersuchungen, die auf dieser theoretischen Basis arbeiten, widmen sich z. B. der Frage, ob und wie bestimmte Personengruppen Netzwerke als Sozialkapital aufbauen können.

### Systemtheorie
Im Rahmen systemtheoretischer Ansätze (Niklas Luhmann) gibt es unterschiedliche Versuche, Netzwerke theoretisch einzubinden. Dabei werden Netzwerke meist als Sonderfälle oder spezielle Formen von Systemen betrachtet.
Für die bisher dargestellten Theorien gilt, dass sie Netzwerke als einen Baustein in vorhandene Theoriemodelle integrieren, jedoch nicht als grundlegendes Erklärungsmuster einordnen. Dies ist bei den nachfolgenden Netzwerktheorien (ANT und PNT) anders, da diese Netzwerke als zentrale Erklärungsmodelle ihrer Theorien betrachten.

### Akteur-Netzwerk-Theorie (ANT)
Die Akteur-Netzwerk-Theorie ist besonders mit dem Namen Bruno Latour verbunden, wurde aber auch von anderen Wissenschaftlern entwickelt. Sie entstand im Umfeld der Techniksoziologie und hat ursprünglich den Anspruch, wissenschaftliche (Erkenntnis-)Prozesse zu modellieren. Aus der Sicht der ANT kann jedes Objekt (mehr oder minder) gleichwertige Entität in einem Netzwerk sein. Dabei wird nicht grundsätzlich zwischen Mensch und Nicht-Mensch unterschieden. Für die ANT geht es im wissenschaftlichen Feld darum, jedes Geschehen als Interaktion zwischen den Entitäten zu betrachten.

### Relationale Soziologie
Die Relationale Soziologie (gelegentlich auch als Phänomenologische Netzwerktheorie (PNT) bezeichnet) wurde wesentlich entwickelt von Harrison White mit der Gruppe der Harvard-Strukturalisten. Die Relationale Soziologie beschreibt gesellschaftliches Geschehen als einen kontinuierlichen Kampf um Identität(en) und die dazugehörigen Anstrengungen zur Steuerung und Kontrolle (so auch der Titel des Hauptwerkes von White: „Identity and Control“). Bei den Identität(en) kann es sich sowohl um Einzelpersonen (oder sogar Teile von Einzelpersonen) handeln wie auch um Gruppen. Alle Identitäten werden dabei nur verstehbar als Elemente innerhalb eines Netzwerkes; daher der Name „Relationale Soziologie“. Netzwerke sind somit zentrale Strukturen, in denen Identität(en) ausgehandelt werden. Einen ähnlichen Grundgedanken verfolgt die Figurations- bzw. Prozesssoziologie von Norbert Elias.